# Can't Get You Out of My Head
Can't Get You Out of My Head és una cançó pop de la cantant Kylie Minogue. La cançó pertany a l'àlbum Fever i és el seu primer single. Va ser escrita per Cathy Dennis i Rob Davis. L'àlbum es va posicionar #1 en més de 40 països i va vendre més de cinc milions de còpies. La cançó arribà número 1 al Top 10 Singles als Estats Units i és reconeguda com a simbòlica. Se cita que aquesta cançó ha estat la més famosa de la cantant fins ara.
La cançó ocupa el número 92 de les cançons amb més èxit de tots els temps.

## Video musical
Va ser dirigit per Dawn Shadforth. Ens mostra a Kylie conduint cap a una ciutat futurista i ballarins vestits de forma futurista i amb balls molt estilitzats. En escenes, observem a Kylie vestida amb una caputxa i un escot força revelador dissenyat per Mark Jones. En el llibre de la cantant "La, la, la". William Baker va dir que el ball robot del vídeo musical va ser deliberadament desenvolupat per a donar a Minogue una associació amb un ball a la manera de Madonna.
El 2002, el vídeo va guanyar el MTV Video Award for Best Choreography i va ser votat tercer millor vídeo per MTV Itàlia.
El vídeo segueix ocupant el lloc número 5 en 10 vídeos, 100 millors vídeos segons MTV.

## Èxits
1. La cançó va ser inclosa a la banda sonora de la segona part de la pel·lícula "Bridget Jones".
2. També va ser utilitzada en dos episodis de la sèrie Els Simpson.
3. A Alemanya, va ser la cançó més reproduïda a Airplay America.
4. A Grècia, va ser considerada la venda més reeixida d'EMI Grècia.
5. A Anglaterra, està al Top70 de les millors cançons de venda en la història de música anglesa.

## Covers
Més de 20 cantants han interpretat la cançó en viu i en versions noves com Soulwax, Bono, Basement Jaxx, entre d'altres.